# Brimstone (míssil)

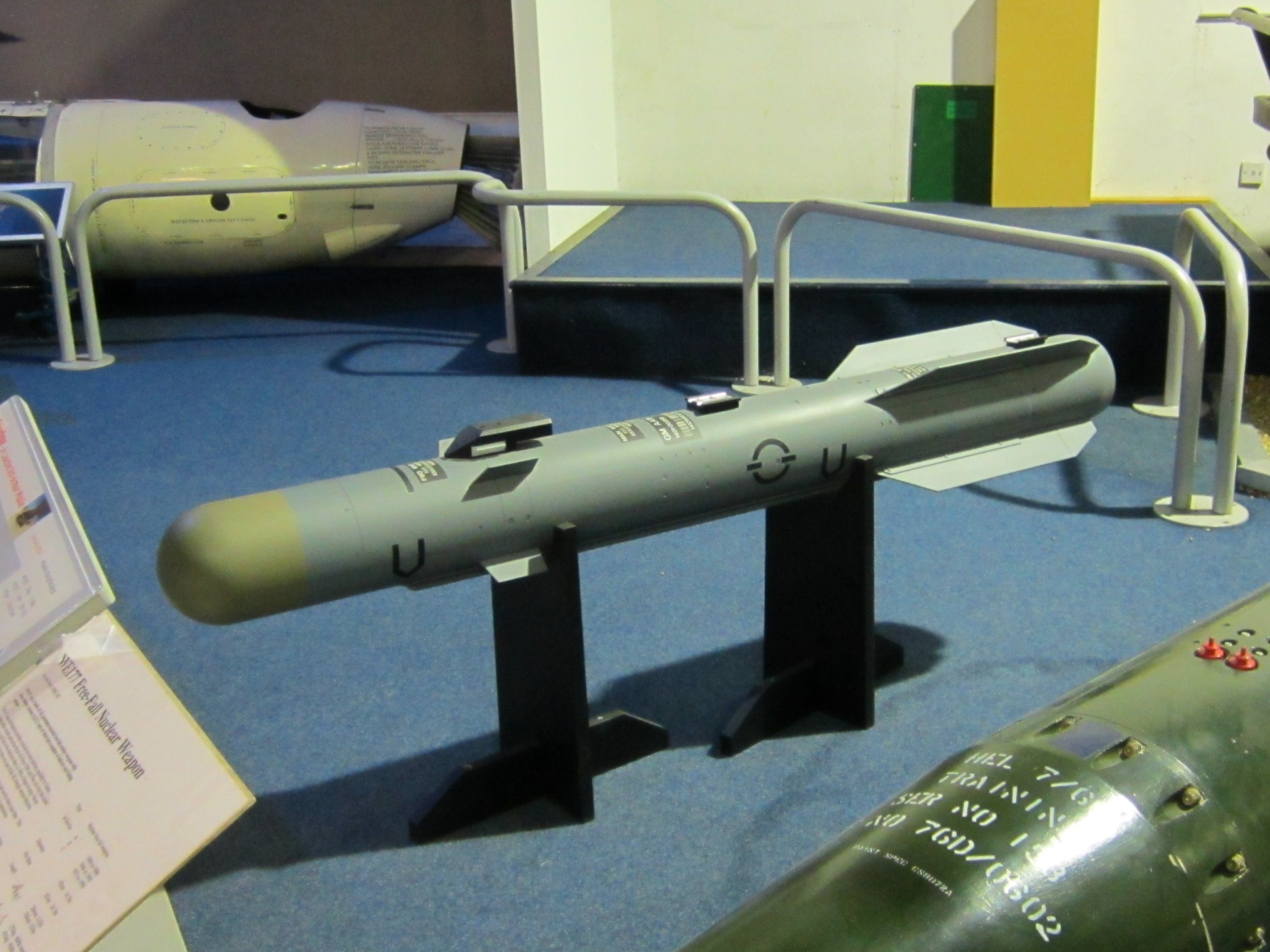
Um míssil Brimstone.

Brimstone é um míssil ar-terra, de guiamento ativo, do tipo fire-and-forget criado em 2005.
O seu sistema de guiamento é composto por um radar ativo, que emite um sinal e recebe a reflexão desse sinal, de forma que, enquanto o míssil voa, ele vai escaneando o terreno a sua frente. O sistema de guiagem do Brimstone identifica, através da assinatura radar, se existem ou não alvos, tais como blindados. Se a identificação der positiva para o alvo, o míssil então navega em direção a ele e o atinge.
O modelo Brimstone I tem um alcance de até 20 km e Brimstone II possui um alcance de até 60 km, alcançando uma velocidade de 450 m/s (Mach 1.3).